# Babice nad Svitavou
Pour les articles homonymes, voir Babice.
Babice nad Svitavou (en allemand : Babitz) est une commune du district de Brno-Campagne, dans la région de Moravie-du-Sud, en République tchèque. Sa population s'élevait à 1 333 habitants en 2020.

## Géographie
Babice nad Svitavou se trouve à 12 km au nord-est de Brno et à 186 km au sud-est de Prague.
La commune est limitée par Adamov à l'ouest et au nord, par Habrůvka, Březina (Blansko) et Ochoz u Brna à l'est, par Kanice et Řícmanice au sud, et par Bílovice nad Svitavou à l'ouest.

## Histoire
La première mention écrite du village date de 1365.